# Кирилл (Стрекидис)
Архиепи́скоп Кири́лл II Византийский (греч. Αρχιεπίσκοπος Κύριλλος Β΄ Στρεκίδης; род. 1806 в Стамбуле ум. 7 января 1882, Вафирриаки на Босфоре, Османская империя) — иерарх Иерусалимской православной церкви; с 1859 по 1867 годы — предстоятель автономной Синайской православной церкви с титулом Архиепи́скоп Сина́йский, Фара́нский и Раи́фский.

## Биография
7 декабря 1859 года хиротонисан в сан епископа Патриархом Константинопольским Кириллом VII, что в свою очередь спровацировало конфликт с Патриархом Иерусалимским Кириллом II, претендовавшим на первенство в поставлении главы Синайской архиепископии, канонически зависимой от Иерусалимского Патриархата.
После возникновения нестабильности внутри синайского братства, вызванной безконтрольным расходованием монастырских капиталов и деспотичным управлением со стороны нового архиепископа, Кирилл II Византийский вновь вопреки традиции обратился к суду не Иерусалимского патриарха, которому был подотчётен, а патриарха Константинопольского, что спровацировало острый конфликт между двума патриархатами.
5 сентября 1867 года был низложен со своего поста.